# الکسی گوساروف
الکسی گوساروف (روسی: Алексей Васильевич Гусаров؛ زادهٔ ۸ ژوئیهٔ ۱۹۶۴) بازیکن هاکی روی یخ اهل روسیه است.
وی همچنین برندهٔ جوایزی همچون جام استنلی شده‌است.
از باشگاه‌هایی که در آن بازی کرده‌است می‌توان به نیویورک رنجرز اشاره کرد.